# 100 години Илинденско-Преображенско въстание (медал)
„100 години Илинденско-Преображенско въстание“ е български юбилеен медал, връчван по повод честванията на годишнината от Илинденско-Преображенското въстание през 2003 година под патронажа на президента на Република България Георги Първанов.
Награждават се еднократно български граждани – наследници на изтъкнати участници във въстанието, държавни и обществени дейци, научни работници, писатели, журналисти, артисти, композитори и други за тяхната творческа и изпълнителска дейност, свързана с честването. Също и селища, чието население е взело дейно участие във въстанието, институции и творчески организации. Награждавани са и чужди граждани, допринесли за популяризирането на събитието в чужбина. Отличието е с кръгла форма с диаметър 32 mm, едностепенно е и е изработено от сребрист бял метал. Лентата е петцветна с бяло, зелено и червено. Проектът е по идея на Тодор Петров и е дело на скулптура Иван Тодоров.

## Носители
- Методи Димов
- Алекса Стоименов
- Стоян Бояджиев
- Димитър Гоцев
- Мария Коева, дъщеря на Тодор Александров
- Райна Дрангова, дъщеря на Кирил Дрангов
- Антон Москов, секретар на Областния съвет на Съюза на ветераните от войните в Благоевград
- Лазар Причкапов
- Любка Рондова
- Йован Стояновски
- Йордан Ванчев
- Крум Дерменджиев
- Мария Хотева, учител - пенсионер и колекционер, по произход от Зарово
- Христо Григоров
- Тинка Тасева, потомка на Гоце Делчев[1]
- Регионален исторически музей (Благоевград)[2]
- Миню Стайков, бизнесмен